# Vladímir Loroña
Vladímir Loroña (Caborca, Sonora, 16 de noviembre de 1998) es un futbolista mexicano que juega como defensa en el Club Tigres UANL de la  Liga MX.

## Trayectoria

### Inicios y Club Puebla
Loroña inició su carrera jugando en la Tercera División de México con el club Héroes de Caborca en el 2012, tras dos temporadas destacadas en dicho club llega al Club Puebla para ser parte de sus fuerzas básicas en la categoría sub-17, esto ya en el 2015. Con el pasar de los años empieza a jugar con la categoría sub-20 también, hasta que el día 28 de febrero de 2018 Loroña debuta en el primer equipo del club poblano en un partido de Copa MX ante los Alebrijes de Oaxaca, partido que terminó empatado a cero goles, y donde Vladimir logró jugar los noventa minutos.
Su debut en Primera División se dio el 21 de julio de 2018 en la jornada 1 del Apertura 2018 donde arrancó como titular y disputó el partido completo ante el Cruz Azul, juego que terminó con derrota del club camotero 3-0.

### Club Tijuana
Tras varias actuaciones destacadas con el Club Puebla, llegó como refuerzo al Club Tijuana para el Apertura 2019, su primer juego con el club fronterizo se dio en la Copa MX, el 25 de agosto de 2019, encuentro donde cayeron por marcador de 3-2 ante el Querétaro FC.
Su primer gol con el equipo fue el 31 de agosto ante Necaxa al minuto 8', al final el encuentro terminó con victoria para los necaxistas por marcador de tres a dos.

### Tigres de la UANL
Tras un par de semanas siendo rumoreado el traspaso, el 13 de julio de 2022 se hizo oficial.

## Selección nacional

### Sub-23
Fue incluido en la lista para disputar el Preolímpico de Concacaf de 2020 llevado a cabo en Guadalajara. Su debut con el equipo fue el 21 de marzo ante Costa Rica, arrancó el partido como titular y completo los 90'. Días después, el 24 de marzo jugó su segundo partido con el equipo ante Estados Unidos en el cual volvió a ser titular y completo todo el encuentro. El último partido que disputó dentro del torneo fue el 28 de marzo ante Canadá jugando todo el partido. El cuadro azteca terminó ganando el Torneo Preolímpico ante Honduras y con eso clasificó al Torneo de Fútbol Masculino de los Juegos Olímpicos de Tokio 2020.
El 14 de mayo de 2021 recibió una convocatoria para disputar una gira de preparación en Marbella, España.
El 6 de julio de 2021 es incluido en la convocatoria de Jaime Lozano para disputar el Torneo de Fútbol Masculino de los Juegos Olímpicos de Tokio 2020. El 25 de julio entró de cambio al minuto 43' ante Japón, días después el 28 de julio completo todo el partido contra Sudáfrica y así terminaron en segundo lugar del Grupo A con lo cual clasificaron a los cuartos de final, en dicha instancia se enfrentaron a Corea del Sur, Loroña siendo titular y completando todo el encuentro ayudo a la clasificación del equipo a la ronda de semifinales en donde se enfrentaron a Brasil en donde nuevamente fue titular y jugó todo el encuentro, aunque en esta ronda el combinado azteca cayó en tanda de penales lograrían conseguir la presea de bronce en el último encuentro del torneo ante Japón.

### Selección absoluta
En 2019 tras sus buenas actuaciones a nivel club fue convocado a la Selección Abosulta para un partido amistoso ante Trinidad y Tobago el 3 de octubre.

### Participaciones en selección nacional
| Torneo                          | Categoría | Sede   | Resultado | Partidos | Goles |
| ------------------------------- | --------- | ------ | --------- | -------- | ----- |
| Preolímpico de Concacaf de 2020 | Sub-23    | México | Campeón   | 3        | 0     |
| Juegos Olímpicos de 2020        | Sub-23    | Japón  | Bronce    | 4        | 0     |

## Estadísticas

### Clubes
Actualizado al último partido jugado el 21 de julio de 2024.
| C. Puebla · México                | 1.ª                 | 2018                | 0   | 0 | 1  | 0 | - | - | 1   | 0 | 0.00 |
| C. Puebla · México                | 1.ª                 | 2018-19             | 30  | 2 | 5  | 0 | - | - | 35  | 2 | 0.05 |
| C. Puebla · México                | Total               | Total               | 30  | 2 | 6  | 0 | 0 | 0 | 36  | 2 | 0.05 |
| C. Tijuana · México               | 1.ª                 | 2019-20             | 17  | 1 | 3  | 0 | - | - | 20  | 1 | 0.05 |
| C. Tijuana · México               | 1.ª                 | 2020-21             | 24  | 1 | 2  | 0 | - | - | 26  | 1 | 0.10 |
| C. Tijuana · México               | 1.ª                 | 2021-22             | 28  | 2 | -  | - | - | - | 28  | 2 | 0.07 |
| C. Tijuana · México               | Total               | Total               | 69  | 4 | 5  | 0 | 0 | 0 | 74  | 4 | 0.05 |
| Tigres UANL · México              | 1.ª                 | 2022-23             | 11  | 0 | -  | - | - | - | 11  | 0 | 0.00 |
| Tigres UANL · México              | 1.ª                 | 2023                | 8   | 0 | -  | - | 1 | 0 | 9   | 0 | 0.00 |
| Tigres UANL · México              | Total               | Total               | 19  | 0 | 0  | 0 | 1 | 0 | 20  | 0 | 0.00 |
| C. Santos Laguna · México         | 1.ª                 | 2024                | 3   | 0 | -  | - | - | - | 3   | 0 | 0.00 |
| C. Santos Laguna · México         | 1.ª                 | 2024-25             | 2   | 0 | -  | - | 1 | 0 | 3   | 0 | 0.00 |
| C. Santos Laguna · México         | Total               | Total               | 5   | 0 | 0  | 0 | 1 | 0 | 6   | 0 | 0.00 |
| Total en su carrera               | Total en su carrera | Total en su carrera | 123 | 6 | 11 | 0 | 2 | 0 | 136 | 6 | 0.06 |
| (1) Incluye datos de Copa México. |                     |                     |     |   |    |   |   |   |     |   |      |